# Pułk Lekkiej Kawalerii płk. Józefa Pągowskiego
Pułk Lekkiej Kawalerii płk. Józefa Pągowskiego – polski oddział kawalerii wchodzący w skład wojsk powstańczych okresu insurekcji kościuszkowskiej.

## Formowanie i walki
Pułk sformowany został na przełomie kwietnia i maja 1794 w Warszawie przez płk. Józefa Pągowskiego. Organizacja początkowo opierała się wyłącznie na zaciągu ochotniczym. 22 maja pułk liczył 230, a 7 dni później miał już 264 ludzi i 75 koni. Od połowy czerwca Pągowski rozpoczął rekrutację po ulicach Warszawy przy użyciu przemocy. Wymierzone to było zasadniczo przeciw „ludziom luźnym”, ale skutkiem takiego postępowania wcielono też mieszczan nie podlegających werbunkowi. 31 sierpnia jednostka liczyła 311 osób i 87 koni; 30 września – 315 osób i 87 koni, a 1 października – 324 osoby i 92 konie. 2 listopada pułk stał na Pradze; liczył wtedy 379 osób i 172 konie. Żołnierze byli słabo wyszkoleni i niezdyscyplinowani.

## Żołnierze pułku
Organizatorem i dowódcą pułku był poseł inflancki, były chorąży 4 pułku przedniej straży, płk Józef Rotylicz Pągowski. Majorem pułku został Józef Przebendowski,  a rotmistrzem był Franciszek Rutkowski. Pierwszym porucznikiem został Adam Łabęcki, a drugim Aleksander Mioduszewski. Ponadto w pułku służyło siedmiu innych oficerów.